# Vivre libre ou mourir : Punk et rock alternatif en France, 1981-1989
Vivre libre ou mourir : Punk et rock alternatif en France, 1981-1989 est un album de bande dessinée documentaire français de Arnaud Le Gouëfflec (scénario) et Nicolas Moog (dessin), paru en mars 2024 chez Glénat. Il traite du mouvement punk, et de la scène rock alternatif et punk rock en France dans les années 1980.

## Synopsis
Ce roman graphique est préfacé par Loran des Bérurier Noir. Le titre Vivre libre ou mourir est aussi celui d'une chanson du groupe, très emblématique de cette scène. Il traite sous forme de récit choral de l'évolution d'une décennie de mouvement punk en France et se base sur des témoignages des principaux musiciens, activistes, groupies et mélomanes de cette époque,. Le dessin de Nicolas Moog est en noir et blanc.

### Groupes et musiciens
On suit ainsi les parcours des groupes phares et des membres de ceux-ci, racontés par eux-mêmes et par les personnes gravitant autour. Sont brossés notamment les itinéraires de : Bérurier Noir, et Loran, Masto, Marsu et François, Métal Urbain, OTH, Parabellum, et Géant Vert les Wampas et Didier Wampas, Mano Negra, et Manu Chao Négresses vertes, et  Helno Garçons Bouchers, et François Hadji-Lazaro Camera Silens, et Gilles Bertin Ludwig Von 88,  La Souris Déglinguée, et Tai-Luc, Komintern Sect, Jean-Yves Prieur, Virginie Despentes, David Dufresne,  Les Sheriff,  Les Thugs,  Al Kapott,  Les Collabos,  Kochise, et Trotskids.

### Contexte politico-culturel
Les labels sont mis en avant, et notamment New Rose et Bondage, dans un esprit Do It Yourself. Le contexte culturel et politique des années 1980 est également abordé, avec l'impact de l'extrême grauche, entre le situationnisme, l'action directe, le terrorisme, les autonomes, les squats qui servent de salle de concert, aussi bien Rue des Cascades, Les Frigos, Pali-Kao, dans le décor plus général des années Mitterrand, de la montée du front national, et d'antiracisme,.

## Accueil
La bande dessinée reçoit un bon accueil critique. Frédéric Bounous, sur PlanetBD déclare ainsi : « C’est joyeusement bordélique, foutraque et extrêmement riche, documenté au poil et traité, encore une fois, avec beaucoup d’amour. Punk, quoi ». Sur France Info, Laure Narlian écrit : «Audacieux, vivant et réussi, cet album l’est aussi pour ses dessins, qui font palpiter chaque page. Avec son trait noir, gras et précis, Nicolas Moog cultive une sobriété rigoureuse mais ludique, multipliant les détails malicieux, les clins d’œil (d’après Cabu, d’après Fred…), les caricatures bienveillantes et les trouvailles graphiques qui explosent les cases avec jubilation. En parfait accord avec son sujet, il fait et dit beaucoup avec une belle économie de moyens ».
Sur Libération, Alexis Bernier écrit : « En faisant intervenir de nombreux témoins - l’indispensable Marsu, manager des Lucrate Milk puis des Béru, et bien d’autres toujours sélectionnés avec pertinence [...]  - cette réjouissante évocation des années Valstar et colle à rustine [...], sonne juste. Le récit a aussi l’intelligence d’éviter le parisianisme en ne restant jamais scotché aux Béru /Mano et Bondage /Boucherie, pour évoquer OTH, Gougnaf, les Thugs et tant d’autres sans qui la scène punk aurait rapidement tourné en rond. Une réussite ».
Sur BD Zoom « Le dessin de Nicolas Moog en nuances de noir et blanc rend parfaitement compte de la densité et de la force des engagements transmis par Arnaud Le Gouëfflec, qui arrive en plus à glisser quelques moments poétiques dans son travail ». Sur Télérama, Erwan Perron écrit : « Cet album au découpage alerte et aux dialogues savoureux est un passionnant témoignage sur la France du rock « auto-organisé », donnant la parole à ceux qui l’ont vécu et porté dans les années 1980 ». Sur France Bleu, Nans Dissoubray écrit : « La volonté du dessinateur Nicolas Moog de n'utiliser que du noir et blanc dans ses planches est une volonté assumée et terriblement efficace. Une sorte de prolongement de l'esprit underground de la presse alternative, de l'odeur du papier chaud fraichement photocopié ».